# Anybody Seen My Baby?
〈Anybody Seen My Baby?〉는 1997년 음반 《Bridges to Babylon》에 수록된 영국의 록 밴드 롤링 스톤스의 노래이다. 롤링 스톤스의 보컬리스트 믹 재거와 기타리스트 키스 리처즈가 작사, 작곡했으며, 1992년 k.d. 랭의 히트곡 〈Constant Craving〉과 코러스가 갖고 있던 유사성으로 인해 랭과 벤 밍크의 작사, 작곡 크레딧이 추가되었다.
이 곡은 영국 싱글 차트에서 22위로 정점을 찍으며 밴드에서 모국에서 38번째로 톱 40 히트곡이 되었다. 《RPM》 톱 싱글 차트에서 캐나다 1위를 차지했고 헝가리와 스페인을 포함한 몇몇 유럽 국가에서 20위권에 진입하는 등 해외에서 더 큰 성공을 거두었다. 미국에서는 《빌보드》 메인스트림 록 차트에서 3위로 정점을 찍었다.

## 배경 및 구성
믹 재거와 키스 리처즈가 작사, 작곡한 이 곡은 k.d. 랭과 벤 밍크의 작사, 작곡 크레딧도 실려 있다. 이 곡은 1992년 랭의 히트곡 〈Constant Craving〉과 놀랄 만큼 유사하게 들리는 코러스로 유명하다. 재거와 리처즈는 롤링 스톤스가 발매되기 전까지만 해도 이 노래를 들어본 적이 없다고 주장했다. 리처즈가 자서전 《라이프》에서 보도했듯이, "제 딸 안젤라와 친구는 레들런즈에 있었고 저는 레코드를 틀고 있었고 그들은 이 곡을 통해 전혀 다른 노래를 부르기 시작했습니다. 그들은 k.d. 랭의 〈Constant Craving〉을 듣고 있었습니다. 그것을 알아본 사람은 안젤라와 그녀의 친구였습니다." 두 사람은 밍크와 그녀의 공동 작곡가 밍크를 칭찬했다. 랭은 작사, 작곡 공로를 인정받음으로써 "완전히 영광스럽고 우쭐해 졌다"고 말했다.
공교롭게도 〈Anybody Seen My Baby?〉는 롤링 스톤스를 탈퇴한 뒤 사망한 밴드 멤버 브라이언 존스가 작사, 작곡 그리고 녹음한 곡의 제목과 일치한 것으로 알려졌다. 〈Anybody Seen My Baby?〉는 롤링 스톤스의 2002년 컴필레이션 음반인 《Fourth Licks》에 등장하는 《Bridges to Babylon》의 유일한 트랙이 될 것이다.

## 발매
이 곡은 1997년에 전 세계적으로 히트를 쳤고, 몇몇 유럽 국가에서 톱 20에 올랐고, 캐나다 톱 싱글과 얼터너티브 30 차트에서 1위를 차지했으며, 미국 《빌보드》 메인스트림 록 트랙 차트에서 3위에 올랐다.

## 뮤직 비디오
이 뮤직 비디오는 아마도 안젤리나 졸리가 출연한 것으로 가장 잘 기억될 것이다. 그녀는 뉴욕을 떠돌기 위해 중간 공연을 떠나는 스트리퍼로 등장한다.